# Astragalus pseudovulpinus
Astragalus pseudovulpinus är en ärtväxtart som beskrevs av N.Ulziykh. Astragalus pseudovulpinus ingår i släktet vedlar, och familjen ärtväxter. Inga underarter finns listade i Catalogue of Life.